# Arturo Casado
Arturo Casado Alba (Madrid, 26 gennaio 1983) è un mezzofondista spagnolo.

## Progressione

### 800 metri outdoor
| Stagione | Risultato | Luogo     | Data      | Rank. Mond. |
| -------- | --------- | --------- | --------- | ----------- |
| 2011     | 1'48"87   | Rieti     | 10-9-2011 |             |
| 2010     | 1'44"74   | Rieti     | 29-8-2010 |             |
| 2009     | 1'45"52   | Madrid    | 4-7-2009  |             |
| 2008     | 1'45"69   | Madrid    | 5-7-2008  |             |
| 2007     | 1'46"98   | Madrid    | 21-7-2007 |             |
| 2006     | 1'47"41   | Madrid    | 17-7-2006 |             |
| 2002     | 1'49"24   | Madrid    | 1-6-2002  |             |
| 2001     | 1'51"70   | Salamanca | 13-7-2001 |             |

### 1500 metri outdoor
| Stagione | Risultato | Luogo         | Data      | Rank. Mond. |
| -------- | --------- | ------------- | --------- | ----------- |
| 2011     | 3'43"43   | Zurigo        | 8-9-2011  |             |
| 2010     | 3'32"70   | Berlino       | 22-8-2010 |             |
| 2009     | 3'34"05   | Roma          | 10-7-2009 |             |
| 2008     | 3'33"14   | Roma          | 11-7-2008 |             |
| 2007     | 3'34"09   | Roma          | 13-7-2007 |             |
| 2006     | 3'35"45   | Bruxelles     | 25-8-2006 |             |
| 2005     | 3'35"64   | Siviglia      | 4-6-2005  |             |
| 2004     | 3'38"04   | San Sebastián | 3-7-2004  |             |
| 2002     | 3'43"66   | Madrid        | 3-7-2002  |             |
| 2001     | 3'46"15   | Madrid        | 7-7-2001  |             |

### 1500 metri indoor
| Stagione | Risultato | Luogo    | Data      | Rank. Mond. |
| -------- | --------- | -------- | --------- | ----------- |
| 2009     | 3'38"43   | Valencia | 14-2-2009 |             |
| 2008     | 3'38"13   | Valencia | 9-2-2008  |             |
| 2007     | 3'39"85   | Valencia | 10-2-2007 |             |
| 2006     | 3'41"49   | Valencia | 11-2-2006 |             |
| 2005     | 3'38"71   | Valencia | 12-2-2005 |             |
| 2004     | 3'41"83   | Valencia | 14-2-2004 |             |

### 3000 metri indoor
| Stagione | Risultato | Luogo     | Data      | Rank. Mond. |
| -------- | --------- | --------- | --------- | ----------- |
| 2010     | 7'49"86   | Valencia  | 13-2-2010 |             |
| 2009     | 7'59"59   | Saragozza | 7-2-2009  |             |
| 2006     | 7'55"77   | Karlsruhe | 29-1-2006 |             |

## Palmarès
| Anno | Manifestazione          | Sede         | Evento       | Risultato  | Prestazione | Note                                     |
| ---- | ----------------------- | ------------ | ------------ | ---------- | ----------- | ---------------------------------------- |
| 2001 | Mondiali di cross       | Ostenda      | Individuale  | 45º        | 27'52"      |                                          |
| 2001 | Mondiali juniores       | Grosseto     | 1500 m piani | Bronzo     | 3'48"76     |                                          |
| 2002 | Mondiali di cross       | Dublino      | Individuale  | 80º        | 26'26"      |                                          |
| 2002 | Mondiali juniores       | Kingston     | 1500 m piani | 6º         | 3'44"67     |                                          |
| 2003 | Europei U23             | Bydgoszcz    | 1500 m piani | 7º         | 3'46"17     |                                          |
| 2005 | Europei indoor          | Madrid       | 1500 m piani | 4º         | 3'38"94     |                                          |
| 2005 | Giochi del Mediterraneo | Almería      | 1500 m piani | Oro        | 3'45"61     |                                          |
| 2005 | Europei U23             | Erfurt       | 1500 m piani | Oro        | 3'47"02     |                                          |
| 2005 | Mondiali                | Helsinki     | 1500 m piani | 5º         | 3'39"45     |                                          |
| 2006 | Mondiali indoor         | Mosca        | 1500 m piani | Batteria   | 3'48"87     |                                          |
| 2006 | Europei                 | Göteborg     | 1500 m piani | 4º         | 3'40"86     |                                          |
| 2007 | Europei indoor          | Birmingham   | 1500 m piani | Bronzo     | 3'44"73     |                                          |
| 2007 | Mondiali                | Osaka        | 1500 m piani | 7º         | 3'35"62     |                                          |
| 2008 | Mondiali indoor         | Valencia     | 1500 m piani | 4º         | 3'38"88     |                                          |
| 2008 | Olimpiadi               | Pechino      | 1500 m piani | Semifinale | 3'41"57     |                                          |
| 2009 | Europei indoor          | Torino       | 1500 m piani | 5º         | 3'45"17     |                                          |
| 2009 | Mondiali                | Berlino      | 1500 m piani | Batteria   | 3'43"21     |                                          |
| 2010 | Europei                 | Barcellona   | 1500 m piani | Oro        | 3'42"74     |                                          |
| 2011 | Mondiali di cross       | Punta Umbría | Individuale  | 70º        | 37'00"      |                                          |
| 2013 | Europei indoor          | Göteborg     | 1500 m piani | 5º         | 3'39"36     | Miglior prestazione personale stagionale |

## Campionati nazionali
2001
- Oro ai campionati spagnoli juniores, 1500 metri

2002
- Oro ai campionati spagnoli juniores, 1500 metri

2004
- Oro ai campionati spagnoli promesse, 1500 metri
- Oro ai campionati spagnoli promesse indoor, 1500 metri

2005
- Oro ai campionati spagnoli promesse indoor, 1500 metri
- Oro ai campionati spagnoli assoluti, 1500 metri

2008
- Oro ai campionati spagnoli assoluti, 1500 metri
- Oro ai campionati spagnoli assoluti indoor, 1500 metri

2009
- Oro ai campionati spagnoli assoluti indoor, 1500 metri

## Altre competizioni internazionali
2010
- 4º alla Coppa continentale ( Spalato), 1500 metri - 3'37"43